# La Jeune Fille à la gerbe
La Jeune Fille à la gerbe est une sculpture en terre cuite de Camille Claudel.

## Description
La statue est une terre cuite qui mesure 40 cm × 18 cm × 16 cm. Elle représente une jeune fille nue assise portant sur son dos une gerbe de blé. Elle est signée par Camille Claudel.

## Histoire
La sculpture a été réalisée vers 1886, alors que Auguste Rodin et Camille Claudel travaillaient à La Porte de l'Enfer. La terre cuite est signée par Camille Claudel, cependant le marbre intitulé Galatée, qui représente la même jeune fille dans la même pose, a été présenté en 1899 signé par Rodin.
Dans les années 1890, Rodin, qui avait conservé un moulage de la sculpture, y a ajouté un enfant, créant ainsi le groupe en bronze intitulé Frère et Sœur.
La Jeune Fille à la gerbe a été déclarée trésor national en novembre 2003 par la commission consultative des trésors nationaux. Elle a été acquise par l'État en novembre 2004 pour la somme de 270 000 €, grâce au mécénat de Natexis Banques Populaires, qui avait répondu à un appel à mécénat lancé par l'État.

## Versions en bronze
Douze versions ont été tirées en bronze, vers 1890. L'une d'elles, la huitième, est conservée au National Museum of Women in the Arts à Washington (États-Unis).